# Smilax velutina
Smilax velutina là một loài thực vật có hoa trong họ Smilacaceae. Loài này được Killip & C.V.Morton miêu tả khoa học đầu tiên năm 1936.